# Atalanta BC
Atalanta Bergamasca Calcio, thường được biết đến là Atalanta, là một câu lạc bộ bóng đá chuyên nghiệp có trụ sở ở Bergamo, Lombardia, Ý. Câu lạc bộ thi đấu ở Serie A, hạng đấu cao nhất của hệ thống giải đấu bóng đá Ý.
Atalanta được thành lập vào năm 1907 bởi các học sinh trường Liceo Classico Paolo Sarpi và có biệt danh là La Dea, Nerazzurri và Orobici. Câu lạc bộ thi đấu trong màu áo sọc dọc xanh đen, quần đùi đen và tất đen. Câu lạc bộ thi đấu các trận đấu sân nhà tại Sân vận động Gewiss có sức chứa 21.747 chỗ ngồi. Ở Ý, Atalanta đôi khi được gọi là Regina delle provinciali (nữ hoàng của các câu lạc bộ cấp tỉnh) để thể hiện rằng câu lạc bộ này có sự ổn định nhất trong số các câu lạc bộ Ý không có trụ sở ở thủ phủ vùng, đã thi đấu 62 mùa giải ở Serie A, 28 mùa ở Serie B và chỉ có 1 mùa ở Serie C. Atalanta có mối kình địch lâu đời với câu lạc bộ Brescia.
Câu lạc bộ đã giành được Coppa Italia vào năm 1963 và UEFA Europa League vào mùa giải 2023–24. Câu lạc bộ lọt đến bán kết Cup Winners' Cup vào năm 1988, khi đội vẫn thi đấu ở Serie B. Đây vẫn là thành tích tốt nhất từ trước đến nay bởi một câu lạc bộ không thi đấu ở hạng đấu cao nhất ở một giải đấu lớn của UEFA (cùng với Cardiff City). Atalanta cũng đã tham gia vào 5 mùa của UEFA Europa League (trước đây được biết đến là Cúp UEFA), lọt đến tứ kết ở mùa giải 1990–91. Atalanta còn có ba lần lọt vào UEFA Champions League, lọt đến tứ kết vào năm 2020.

## Các cầu thủ

### Đội hình hiện tại
Tính đến ngày 6 tháng 8 năm 2025
Ghi chú: Quốc kỳ chỉ đội tuyển quốc gia được xác định rõ trong điều lệ tư cách FIFA. Các cầu thủ có thể giữ hơn một quốc tịch ngoài FIFA.
| Số | VT | Quốc gia    | Cầu thủ                     |
| -- | -- | ----------- | --------------------------- |
| 3  | HV | Bờ Biển Ngà | Odilon Kossounou            |
| 4  | HV | Thụy Điển   | Isak Hien                   |
| 6  | TV | Ghana       | Ibrahim Sulemana            |
| 7  | TV | Ghana       | Kamaldeen Sulemana          |
| 8  | TV | Croatia     | Mario Pašalić               |
| 9  | TĐ | Ý           | Gianluca Scamacca           |
| 10 | TV | Serbia      | Lazar Samardžić             |
| 13 | TV | Brasil      | Éderson                     |
| 15 | TV | Hà Lan      | Marten de Roon (đội trưởng) |
| 16 | HV | Ý           | Raoul Bellanova             |
| 17 | TV | Bỉ          | Charles De Ketelaere        |
| 19 | HV | Albania     | Berat Djimsiti (đội phó)    |

| Số | VT | Quốc gia             | Cầu thủ           |
| -- | -- | -------------------- | ----------------- |
| 22 | HV | Anh                  | Ben Godfrey       |
| 23 | HV | Bosna và Hercegovina | Sead Kolašinac    |
| 27 | HV | Ý                    | Marco Palestra    |
| 29 | TM | Ý                    | Marco Carnesecchi |
| 31 | TM | Ý                    | Francesco Rossi   |
| 42 | HV | Ý                    | Giorgio Scalvini  |
| 44 | TV | Ý                    | Marco Brescianini |
| 57 | TM | Ý                    | Marco Sportiello  |
| 69 | HV | Ý                    | Honest Ahanor     |
| 70 | TĐ | Ý                    | Daniel Maldini    |
| 77 | HV | Ý                    | Davide Zappacosta |

### Cho mượn
Tính đến ngày 30 tháng 8 năm 2024
Ghi chú: Quốc kỳ chỉ đội tuyển quốc gia được xác định rõ trong điều lệ tư cách FIFA. Các cầu thủ có thể giữ hơn một quốc tịch ngoài FIFA.
| Số | VT | Quốc gia  | Cầu thủ                                                        |
| -- | -- | --------- | -------------------------------------------------------------- |
| —  | TM | Ý         | Pierluigi Gollini (tại Genoa đến ngày 30 tháng 6 năm 2025)     |
| —  | TM | Argentina | Juan Musso (tại Atlético Madrid đến ngày 30 tháng 6 năm 2025)  |
| —  | TM | Ý         | Jacopo Sassi (tại Modena đến ngày 30 tháng 6 năm 2025)         |
| —  | TM | Ý         | Paolo Vismara (tại Sampdoria đến ngày 30 tháng 6 năm 2025)     |
| —  | HV | Hà Lan    | Mitchel Bakker (tại Lille đến ngày 30 tháng 6 năm 2025)        |
| —  | HV | Ý         | Giovanni Bonfanti (tại Pisa đến ngày 30 tháng 6 năm 2025)      |
| —  | HV | Ý         | Tommaso Cavalli (tại Pro Patria đến ngày 30 tháng 6 năm 2025)  |
| —  | HV | Ý         | Giorgio Cittadini (tại Frosinone đến ngày 30 tháng 6 năm 2025) |
| —  | HV | Ý         | Alessio Guerini (tại Crotone đến ngày 30 tháng 6 năm 2025)     |
| —  | HV | Ý         | Iacopo Regonesi (tại Renate đến ngày 30 tháng 6 năm 2025)      |
| —  | HV | Ý         | Daniele Solcia (tại Giugliano đến ngày 30 tháng 6 năm 2025)    |
| —  | TV | Pháp      | Michel Adopo (tại Cagliari đến ngày 30 tháng 6 năm 2025)       |
| —  | TV | Ý         | Matteo Colombo (tại Pianese đến ngày 30 tháng 6 năm 2025)      |
| —  | TV | Ý         | Jacopo Da Riva (tại Foggia đến ngày 30 tháng 6 năm 2025)       |

| Số | VT | Quốc gia    | Cầu thủ                                                          |
| -- | -- | ----------- | ---------------------------------------------------------------- |
| —  | TV | Ý           | Samuel Giovane (tại Carrarese đến ngày 30 tháng 6 năm 2025)      |
| —  | TV | Ý           | Leonardo Mendicino (tại Cesena đến ngày 30 tháng 6 năm 2025)     |
| —  | TV | Ý           | Andrea Oliveri (tại Bari đến ngày 30 tháng 6 năm 2025)           |
| —  | TV | Ý           | Federico Zuccon (tại Juve Stabia đến ngày 30 tháng 6 năm 2025)   |
| —  | TĐ | Ý           | Christian Capone (tại Vicenza đến ngày 30 tháng 6 năm 2025)      |
| —  | TĐ | Guinée      | Moustapha Cissé (tại St. Gallen đến ngày 30 tháng 6 năm 2025)    |
| —  | TĐ | Tây Ban Nha | Siren Diao (tại Granada đến ngày 30 tháng 6 năm 2025)            |
| —  | TĐ | Ý           | Alessandro Falleni (tại Pianese đến ngày 30 tháng 6 năm 2025)    |
| —  | TĐ | Cameroon    | Jonathan Italeng (tại Pontedera đến ngày 30 tháng 6 năm 2025)    |
| —  | TĐ | Ý           | Simone Mazzocchi (tại Cosenza đến ngày 30 tháng 6 năm 2025)      |
| —  | TĐ | Ý           | Roberto Piccoli (tại Cagliari đến ngày 30 tháng 6 năm 2025)      |
| —  | TĐ | Ý           | Alessio Rosa (tại Folgore Caratese đến ngày 30 tháng 6 năm 2025) |
| —  | TĐ | Mali        | El Bilal Touré (tại VfB Stuttgart đến ngày 30 tháng 6 năm 2025)  |

### Số áo treo
12 – Dành tặng cho người hâm mộ, cụ thể là cho những Curva Pisani

14 –  Federico Pisani, tiền đạo (1991–97) – vinh danh sau khi qua đời

80 – Elio Corbani, phóng viên đài phát thanh.

## Thành tích

### Trong nước
- Coppa Italia
  - Vô địch (1): 1962–63
- Serie B
  - Vô địch (6):[b] 1927–28, 1939–40, 1958–59, 1983–84, 2005–06, 2010–11
- Serie C1
  - Vô địch (1): 1981–82

### Châu Âu
- UEFA Europa League
  - Vô địch (1): 2023–24